# Schöninger Gruppe
Die Schöninger Gruppe besteht aus archäologischen Fundstücken vorwiegend neolithischer Keramik. Sie wurde nach dem Fundort im Tagebau Schöningen in Niedersachsen benannt.

## Entdeckung und Aufarbeitung
Die Schöninger Gruppe wurde im Jahre 1985 an einer archäologischen Ausgrabungsstätte im Tagebau Schöningen im Helmstedter Braunkohlerevier entdeckt. Reinhard Maier stellte die Funde vor und schätzte sie jungneolithisch ein.
Bei der Aufarbeitung der Salzmünder Kultur stieß Jonas Beran im eponymen Fundplatz Salzmünde-Schiepzig auf Material, welches von der früheren Forschung 1938 nicht als eigenständig erkannt wurde, da es zum Teil mit Salzmünder Material geborgen worden war. Nach Sichtung und typologische Untersuchung der Keramik definierte Jonas Beran eine „Schöninger Gruppe“, der er 16 unvermischte Komplexe zuordnete, und datierte die Schöninger Gruppe aufgrund typologischer Überlegungen in den frühen Michelsberg-Horizont (MK I/II; 4200/4000 v. Chr.). Beran benannte mehrere keramische Leitformen, die zum Teil aus Schöningen belegt sind und aus wahrscheinlich geschlossenen Fundkomplexen stammen. Die Keramik ist überwiegend oxydierend gebrannt und hat Glimmermagerung.
In Bearbeitung stehen weitere unveröffentlichte Grubeninventare aus Schöningen. Vielleicht ist unter dem Begriff ein Spektrum verschiedener Gruppen in Epi-Rössener Tradition im Spätlengyelhorizont zu verstehen. Der Archäologe Dirk Raetzel-Fabian erkannte 2006 aufgrund von Keramikvergleichen frühbadener Elemente und datiert die Schöninger Gruppe in den Horizont der Baalberger Kultur, eventuell dem frühen Salzmünde (3700–3350 v. Chr.).

## Wirtschaftsweise
Es ist erst ein Befund publiziert, welcher Aussagen zur Wirtschaftsweise zulässt. Aus einer Vorratsgrube von Schöningen konnte eine 30 × 30 cm große und fünf Zentimeter starke Schicht aus verkohlten Resten parallel liegender (gebündelter) Federgrasgrannen mit Früchten geborgen werden Die bewusste Selektion, Stängel und Blätter fehlen, sowie die Bündelung legen eine Nutzung nahe, zu der es allerdings keine Entsprechungen gibt, die auf die Funktion schließen lassen. Die Grube war unregelmäßig, etwa. 4,5 × 3,6 m groß und hatte eine Tiefe unter Planum von 0,65 m. Sie enthielt Keramik und den Nackenteil eines Felsgesteinbeiles.

## Grab- und Bestattungssitten
Es sind keine eindeutig zuweisbaren Gräber bekannt. Eine relative Gräberlosigkeit ist auch der etwa zeitgleichen Bischheimer Kultur und der in West- und Südwestdeutschland beginnenden Michelsberger Kultur eigen. Ein nicht fassbarer Umgang mit den Toten würde teilweise erklären, warum die Eigenständigkeit des Materials so spät erkannt wurde.
Der wahrscheinlich geschlossene Fundkomplex von Salzmünde-Schiepzig erbrachte an Stelle 49 die Skelettreste eines zehnjährigen Kindes in Vermischung mit Keramik, Tierknochen, Hüttenlehm, Silexartefakten und Muscheln. Die Stelle 51 ergab menschliche und tierische Knochen mit Keramik und die Stelle 57 Keramik mit Skelettresten eines Kleinkindes. Leichenbrand ist aus Stelle 68 mit Schöninger, aber auch mit Salzmünder Keramik überliefert (Beran 1993). Ein Körpergrab von Freckleben im Salzlandkreis in Sachsen-Anhalt (Nitzschke/Stahlhofen 1977) enthielt neben einer „Gaterslebener Amphore“, die Dieter Kaufmann (1986) allgemeiner in den Spätlengyel-Horizont stellen will, und einem spitznackigen Felsgesteinbeil auch eine Schüssel, ähnlich dem Typ „Schöningen“, nur hatte diese zwei gegenständige Griffknubben auf der Schulter. Das Grab war wahrscheinlich S-N orientiert. Durch die etwas abweichende Form der Schüssel ist die Zuordnung zur „Schöninger Gruppe“ jedoch problematisch.